# Seznam televizních seriálů Disney+
Seznam televizních seriálů Disney+ uvádí přehled televizních seriálů, které jsou premiérově uváděny na americké placené streamovací televizi Disney+.

## Drama
| Originální název                                     | Český název                    | Žánr                                      | Od                 | Do                 | Řady            | Stav                 |
| ---------------------------------------------------- | ------------------------------ | ----------------------------------------- | ------------------ | ------------------ | --------------- | -------------------- |
| The Mandalorian                                      | Mandalorian                    | space western                             | 12. listopadu 2019 | bude oznámeno      | 2 řady; 16 dílů | objednána další řada |
| The Right Stuff                                      | Správná posádka                | historické drama                          | 9. října 2020      | 20. listopadu 2020 | 1 řada; 8 dílů  | ukončeno             |
| WandaVision                                          | WandaVision                    | superhrdinské romanticko-komediální drama | 15. ledna 2021     | 5. března 2021     | 9 dílů          | minisérie            |
| The Falcon and the Winter Soldier                    | Falcon a Winter Soldier        | superhrdinské akčně-dobrodružné drama     | 19. března 2021    | 23. dubna 2021     | 6 dílů          | minisérie            |
| Loki                                                 | Loki                           | superhrdinské akčně-dobrodružné fantasy   | 9. června 2021     | bude oznámeno      | 1 řada; 6 dílů  | objednána další řada |
| The Mysterious Benedict Society                      | Benediktova tajemná společnost | drama                                     | 25. června 2021    | bude oznámeno      | 1 řada; 8 dílů  | objednána další řada |
| Hawkeye                                              | Hawkeye                        | superhrdinské akčně-dobrodružné drama     | 24. listopadu 2021 | 22. prosince 2021  | 6 dílů          | minisérie            |
| The Book of Boba Fett                                | Boba Fett: Zákon podsvětí      | space western                             | 29. prosince 2021  | bude oznámeno      | 7 dílů          | vydáno               |
| Moon Knight                                          | Moon Knight                    | superhrdinské akčně-dobrodružné fantasy   | 30. března 2022    | 4. května 2022     | 6 dílů          | minisérie            |
| Obi-Wan Kenobi                                       | Obi-Wan Kenobi                 | sci-fi akčně-dobrodružné drama            | 27. května 2022    | 22. června 2022    | 1 řada; 6 dílů  | minisérie            |
| Připravované                                         |                                |                                           |                    |                    |                 |                      |
| Andor                                                | Andor                          | space opera                               | 31. srpna 2022     | bude oznámeno      | 1 řada; 12 dílů | bude vydáno          |
| Willow                                               | Willow                         | dobrodružné fantasy                       | 30. listopadu 2022 | bude oznámeno      | bude oznámeno   | bude vydáno          |
| Tabulka byla aktualizována ke dni 30. července 2022. |                                |                                           |                    |                    |                 |                      |

## Komedie
| Originální název                                     | Český název                      | Žánr                              | Od                 | Do             | Řady            | Stav                 |
| ---------------------------------------------------- | -------------------------------- | --------------------------------- | ------------------ | -------------- | --------------- | -------------------- |
| High School Musical: The Musical: The Series         | Muzikál ze střední: Seriál       | muzikál / mockument               | 12. listopadu 2019 | bude oznámeno  | 2 řady; 22 dílů | objednána další řada |
| Diary of a Future President                          | Deník budoucí prezidentky        | komediální drama                  | 17. ledna 2020     | 18. srpna 2021 | 2 řady; 20 dílů | ukončeno             |
| The Mighty Ducks: Game Changers                      | Šampióni: Nová hra               | sportovní komediální drama        | 26. března 2021    | bude oznámeno  | 1 řada; 10 dílů | objednána další řada |
| Big Shot                                             | Big Shot: Hvězdný trenér         | sportovní komediální drama        | 16. dubna 2021     | bude oznámeno  | 1 řada; 10 dílů | objednána další řada |
| Turner & Hooch                                       | Turner a Hooch                   | akční komedie                     | 21. července 2021  | 6. října 2021  | 1 řada; 12 dílů | ukončeno             |
| Doogie Kameāloha, M.D.                               | Doktorka Doogie Kamealoha        | lékařská komedie                  | 8. září 2021       | bude oznámeno  | 1 řada; 10 dílů | objednána další řada |
| Just Beyond                                          | Z jiného světa                   | nadpřirozená komediální antologie | 13. října 2021     | bude oznámeno  | 1 řada; 8 dílů  | vydáno               |
| Ms. Marvel                                           | Ms. Marvel                       | superhrdinská komedie             | 8. června 2022     | bude oznámeno  | 1 řada; 6 dílu  | vysílá se            |
| Připravované                                         |                                  |                                   |                    |                |                 |                      |
| She-Hulk: Attorney at Law                            | She-Hulk: Neuvěřitelná právnička | superhrdinská právnická komedie   | 17. srpna 2022     | bude oznámeno  | 1 řada; 9 dílu  | bude vydáno          |
| Tabulka byla aktualizována ke dni 30. července 2022. |                                  |                                   |                    |                |                 |                      |

## Animované
| Originální název                                     | Český název                           | Žánr                    | Od                | Do            | Řady            | Stav                 |
| ---------------------------------------------------- | ------------------------------------- | ----------------------- | ----------------- | ------------- | --------------- | -------------------- |
| Star Wars: The Bad Batch                             | Star Wars: Vadná várka                | space opera             | 4. května 2021    | bude oznámeno | 1 řada; 16 dílů | objednána další řada |
| Monsters at Work                                     | Příšerky v rachotě                    | fantasy komedie         | 7. července 2021  | bude oznámeno | 1 řada; 10 dílů | objednána další řada |
| Chip 'n' Dale: Park Life                             | Chip a Dale: Život v parku            | komedie                 | 28. července 2021 | bude oznámeno | 1 řada; 12 dílů | objednána další řada |
| What If…?                                            | Co kdyby...?                          | superhrdinská antologie | 11. srpna 2021    | bude oznámeno | 1 řada; 9 dílů  | objednána další řada |
| The Proud Family: Louder and Prouder                 | Rodinka Pyšných: Hlučnější a pyšnější | komedie                 | 23. února 2022    | bude oznámeno | 1 řada; 10 dílů | objednána další řada |
| Tabulka byla aktualizována ke dni 30. července 2022. |                                       |                         |                   |               |                 |                      |

## Cizojazyčné seriály
| Originální název                                     | Český název                | Žánr                               | Od                  | Do                  | Řady                | Stav                 |
| Francouzské seriály                                  | Francouzské seriály        | Francouzské seriály                | Francouzské seriály | Francouzské seriály | Francouzské seriály | Francouzské seriály  |
| ---------------------------------------------------- | -------------------------- | ---------------------------------- | ------------------- | ------------------- | ------------------- | -------------------- |
| Weekend Family                                       | Rodinka na víkend          | komedie                            | 29. února 2022      | bude oznámeno       | 1 řada; 8 dílů      | vydáno               |
| Parallels                                            | Paralely                   | sci-fi fantasy                     | 23. března 2022     | bude oznámeno       | 1 řada; 6 dílů      | vydáno               |
| Portugalské seriály                                  |                            |                                    |                     |                     |                     |                      |
| All the Same... or Not                               | Vše při starém... nebo ne? | komediální drama                   | 25. května 2022     | bude oznámeno       | 1 řada; 10 dílů     | vydáno               |
| Španělské seriály                                    |                            |                                    |                     |                     |                     |                      |
| Intertwined                                          | Zamotaná v čase            | muzikál / fantasy-komediální drama | 12. listopadu 2021  | bude oznámeno       | 1 řada; 10 dílů     | objednána druhá řada |
| It Was Always Me                                     | —                          | muzikál                            | 15. června 2022     | bude oznámeno       | 1 řada; 10 dílů     | objednána další řada |
| Daddies on Request                                   | —                          | komedie / drama / muzikál          | 13. července 2022   | bude oznámeno       | 1 řada; 10 dílů     | bude vydáno          |
| Tabulka byla aktualizována ke dni 30. července 2022. |                            |                                    |                     |                     |                     |                      |

## Pořady

### Dokumentární
| Originální název                                     | Český název                | Žánr               | Od                 | Do                 | Řady            | Stav                 |
| ---------------------------------------------------- | -------------------------- | ------------------ | ------------------ | ------------------ | --------------- | -------------------- |
| Marvel's Hero Project                                | Marvel: Projekt Hrdina     | dokumentární       | 12. listopadu 2019 | 20. března 2020    | 1 řada; 20 dílů | ukončeno             |
| The Imagineering Story                               | Dějiny Disney parků        | dokumentární       | 12. listopadu 2019 | 13. prosince 2019  | 6 dílů          | minisérie            |
| The World According to Jeff Goldblum                 | Svět očima Jeffa Goldbluma | dokumentární       | 12. listopadu 2019 | bude oznámeno      | 2 řady; 22 dílů | vydáno               |
| Pick of the Litter                                   | —                          | dokumentární       | 20. prosince 2019  | 24. ledna 2020     | 1 řada; 6 dílů  | ukončeno             |
| Prop Culture                                         | Úžasný svět rekvizit       | dokumentární       | 1. května 2020     | 1. května 2020     | 1 řada; 8 dílů  | ukončeno             |
| It's a Dog's Life with Bill Farmer                   | —                          | dokumentární       | 15. května 2020    | 17. července 2020  | 1 řada; 10 dílů | ukončeno             |
| Rogue Trip                                           | Na cestách s tátou         | cestovatelská show | 24. července 2020  | 24. července 2020  | 1 řada; 6 dílů  | ukončeno             |
| Becoming                                             | Cesta na vrchol            | dokumentární       | 18. září 2020      | 18. září 2020      | 1 řada; 10 dílů | ukončeno             |
| Magic of Disney's Animal Kingdom                     | —                          | přírodovědný       | 25. září 2020      | 13. listopadu 2020 | 1 řada; 8 dílů  | ukončeno             |
| Meet the Chimps                                      | Seznamte se s šimpanzi     | přírodovědný       | 16. října 2020     | 16. října 2020     | 1 řada; 6 dílů  | ukončeno             |
| Marvel's 616                                         | Marvel's 616               | dokumentární       | 20. listopadu 2020 | 20. listopadu 2020 | 1 řada; 8 dílů  | ukončeno             |
| On Pointe                                            | —                          | dokumentární       | 18. prosince 2020  | 18. prosince 2020  | 1 řada; 6 dílů  | ukončeno             |
| Secrets of the Whales                                | Tajemství kytovců          | přírodovědný       | 22. dubna 2021     | 22. dubna 2021     | 4 díly          | minisérie            |
| Behind the Attraction                                | —                          | dokumentární       | 21. července 2021  | bude oznámeno      | 1 řada; 10 dílů | objednána druhá řada |
| Growing Up Animal                                    | Ze života mláďat           | přírodovědný       | 18. srpna 2021     | bude oznámeno      | 1 řada; 6 dílů  | vydáno               |
| Among the Stars                                      | —                          | dokumentární       | 6. října 2021      | 6. října 2021      | 6 dílů          | minisérie            |
| The Beatles: Get Back                                | Beatles: Get Back          | dokumentární       | 25. listopadu 2021 | 27. listopadu 2021 | 3 díly          | minisérie            |
| Welcome to Earth                                     | Vítejte na planetě Zemi    | přírodovědný       | 8. prosince 2021   | bude oznámeno      | 1 řada; 6 dílů  | vydáno               |
| Sketchbook                                           | Skicák                     | dokumentární       | 27. dubna 2022     | bude oznámeno      | 1 řada; 6 dílů  | vydáno               |
| America the Beautiful                                | —                          | přírodovědný       | 4. července 2022   | bude oznámeno      | 1 řada; 6 dílů  | vydáno               |
| Light & Magic                                        | Light & Magic              | dokumentární       | 27. července 2022  | bude oznámeno      | 1 řada; 6 dílů  | minisérie            |
| Připravované                                         |                            |                    |                    |                    |                 |                      |
| Fearless: The Inside Story of the AFLW               | —                          | dokumentární       | 24. srpna 2022     | bude oznámeno      | 1 řada; 6 dílů  | bude vydáno          |
| Tabulka byla aktualizována ke dni 30. července 2022. |                            |                    |                    |                    |                 |                      |

### Reality show
| Originální název                                     | Český název           | Žánr                   | Od                 | Do             | Řady            | Stav     |
| ---------------------------------------------------- | --------------------- | ---------------------- | ------------------ | -------------- | --------------- | -------- |
| Encore!                                              | —                     | reality show           | 12. listopadu 2019 | 24. ledna 2020 | 1 řada; 12 dílů | ukončeno |
| Shop Class                                           | Kutilové              | soutěž                 | 28. února 2020     | 17. dubna 2020 | 1 řada; 8 dílů  | ukončeno |
| Be Our Chef                                          | Disney Chef           | kuchařská soutěž       | 27. března 2020    | 5. června 2020 | 1 řada; 11 dílů | ukončeno |
| The Big Fib                                          | Pravda nebo lež       | soutěž                 | 22. května 2020    | 23. října 2020 | 1 řada; 30 dílů | ukončeno |
| Foodtastic                                           | Jídlománie            | kuchařská soutěž       | 15. prosince 2021  | bude oznámeno  | 1 řada; 11 dílů | vydáno   |
| The Quest                                            | Mise                  | fantasy / reality show | 11. května 2022    | bude oznámeno  | 1 řada; 8 dílů  | vydáno   |
| Family Reboot                                        | Nová šance pro rodinu | reality show           | 15. června 2022    | bude oznámeno  | 1 řada; 6 dílů  | vydáno   |
| Tabulka byla aktualizována ke dni 30. července 2022. |                       |                        |                    |                |                 |          |

### Varieté
| Originální název                                     | Český název      | Žánr               | Od                | Do             | Řady            | Stav     |
| ---------------------------------------------------- | ---------------- | ------------------ | ----------------- | -------------- | --------------- | -------- |
| Muppets Now                                          | Mupeti právě teď | loutkové varieté   | 31. července 2020 | 4. září 2020   | 1 řada; 6 dílů  | ukončeno |
| Earth to Ned                                         | —                | loutkové talk show | 4. září 2020      | 1. ledna 2021  | 1 řada; 20 dílů | ukončeno |
| Earth Moods                                          | Nálady Země      | ASMR               | 16. dubna 2021    | 16. dubna 2021 | 1 řada; 5 dílů  | ukončeno |
| Turning the Tables with Robin Roberts                | —                | talk show          | 28. července 2021 | bude oznámeno  | 1 řada; 4 díly  | vydáno   |
| Tabulka byla aktualizována ke dni 30. července 2022. |                  |                    |                   |                |                 |          |

## Krátkometrážní
| Originální název                                     | Český název                                    | Žánr                            | Od                 | Do                 | Řady            | Stav                 |
| ---------------------------------------------------- | ---------------------------------------------- | ------------------------------- | ------------------ | ------------------ | --------------- | -------------------- |
| Disney Family Sundays                                | —                                              | do it yourself                  | 12. listopadu 2019 | 7. srpna 2020      | 1 řada; 40 dílů | ukončeno             |
| Forky Asks A Question                                | Vidlík má otázečku                             | animované                       | 12. listopadu 2019 | 10. ledna 2020     | 1 řada; 10 dílů | ukončeno             |
| Pixar in Real Life                                   | Pixar žije                                     | show se skrytou kamerou         | 12. listopadu 2019 | 4. září 2020       | 1 řada; 11 dílů | ukončeno             |
| SparkShorts                                          | —                                              | animovaná antologie             | 12. listopadu 2019 | bude oznámeno      | 1 řada; 10 dílů | vydáno               |
| One Day at Disney                                    | —                                              | dokumentární                    | 6. prosince 2019   | 20. listopadu 2020 | 1 řada; 51 dílů | ukončeno             |
| Short Circuit                                        | Sbírka krátkých filmů                          | animovaná antologie             | 24. ledna 2020     | 24. ledna 2020     | 2 řada; 19 dílů | vydáno               |
| Disney Insider                                       | —                                              | dokumentární                    | 20. března 2020    | 15. prosince 2021  | 1 řada; 14 dílů | ukončeno             |
| Zenimation                                           | —                                              | animované / ASMR                | 22. května 2020    | 11. června 2022    | 2 řady; 20 dílů | ukončeno             |
| Inside Pixar                                         | —                                              | dokumentární                    | 13. listopadu 2020 | 21. května 2021    | 1 řada; 20 dílů | ukončeno             |
| The Wonderful World of Mickey Mouse                  | Báječný svět Myšáka Mickeyho                   | animované                       | 18. listopadu 2020 | bude oznámeno      | 2 řady; 23 dílů | vysílá se            |
| Marvel Studios: Legends                              | Legendy Studia Marvel                          | superhrdinský klip              | 8. ledna 2021      | bude oznámeno      | 1 řada; 20 dílů | vydáno               |
| Pixar Popcorn                                        | Jednohubky od Pixaru                           | animované                       | 22. ledna 2021     | 22. ledna 2021     | 1 řada; 11 dílů | ukončeno             |
| Star Wars Vehicle Flythroughs                        | Star Wars Vozidla zblízka                      | antologie                       | 4. května 2021     | 4. května 2021     | 1 řada; 2 díly  | ukončeno             |
| Disney's Launchpad                                   | —                                              | antologie                       | 28. května 2021    | bude oznámeno      | 1 řada; 6 dílů  | objednána druhá řada |
| Disney Presents Goofy in How to Stay at Home         | Disney uvádí Goofyho v seriálu Jak zůstat doma | animované kráťasy               | 11. srpna 2021     | bude oznámeno      | 1 řada; 4 díly  | vydáno               |
| Dug Days                                             | Psí kusy                                       | animovaná komedie               | 1. září 2021       | bude oznámeno      | 1 řada; 5 dílů  | vydáno               |
| Star Wars: Visions                                   | Star Wars: Vize                                | animovaná space opera antologie | 22. září 2021      | bude oznámeno      | 1 řada; 9 dílů  | objednána druhá řada |
| Star Wars Galaxy of Sounds                           | Star Wars Galaxie zvuků                        | animovaná antologie             | 29. září 2021      | bude oznámeno      | 1 řada; 7 dílů  | vydáno               |
| Olaf Presents                                        | Olafovy pohádky                                | animovaná komedie               | 12. listopadu 2021 | bude oznámeno      | 1 řada; 6 dílů  | vydáno               |
| Ice Age: Scrat Tales                                 | Doba ledová: Scratovy příhody                  | animovaná komedie               | 13. dubna 2022     | 1 řada; 6 dílů     | ukončeno        |                      |
| Baymax!                                              | Baymax!                                        | animovaná komedie               | 29. června 2022    | bude oznámeno      | 1 řada; 6 dílů  | vydáno               |
| Připravované                                         |                                                |                                 |                    |                    |                 |                      |
| I Am Groot                                           | Já jsem Groot                                  | CGI-animovaná komedie           | 10. srpna 2022     | bude oznámeno      | 1 řada; 5 dílů  | bude vydáno          |
| Zootopia+                                            | —                                              | komedie                         | 9. listopadu 2022  | bude oznámeno      | 1 řada; 6 dílů  | bude vydáno          |
| Tabulka byla aktualizována ke dni 30. července 2022. |                                                |                                 |                    |                    |                 |                      |

## Pokračující
Následující tabulka obsahuje seriály, které Disney+ převzalo, protože je původní stanice zrušila. 
| Originální název                                     | Český název              | Žánr                  | Bývala stanice            | Nové řady | Od             | Do                | Řady            | Stav     |
| ---------------------------------------------------- | ------------------------ | --------------------- | ------------------------- | --------- | -------------- | ----------------- | --------------- | -------- |
| Disney's Fairy Tale Weddings                         | —                        | dokumentární          | Freeform                  | 2. řada   | 14. února 2020 | 3. dubna 2020     | 1 řada; 8 dílů  | ukončeno |
| Star Wars: The Clone Wars                            | Star Wars: Klonové války | animovaná space opera | Cartoon Network a Netflix | 7. řada   | 21. února 2020 | 4. května 2020    | 1 řada; 12 dílů | ukončeno |
| Weird But True!                                      | Neuvěřitelná věda        | dokumentární          | National Geographic       | 3. řada   | 14. srpna 2020 | 6. listopadu 2020 | 1 řada; 13 dílů | ukončeno |
| Tabulka byla aktualizována ke dni 30. července 2022. |                          |                       |                           |           |                |                   |                 |          |

## Speciály

### Jednorázové
| One Day at Disney                                           | Jeden den u Disneyho                        | dokument                    | 3. prosince 2019   | 61 min |
| High School Musical: The Musical: The Series: The Special   | Muzikál ze střední: Seriál: Speciál         | muzikál / dokument o vývoji | 14. prosince 2019  | 23 min |
| The Real Right Stuff                                        | Skutečná správná posádka                    | dokumentární                | 20. listopadu 2020 | 90 min |
| High School Musical: The Musical: The Holiday Special       | Muzikál ze střední: Seriál: Vánoční speciál | muzikál                     | 11. prosince 2020  | 45 min |
| A Spark Story                                               | Příběh Jisker Pixaru                        | dokumentární                | 24. září 2021      | 87 min |
| An Extra Episode, or Not: Behind the Scenes of All the Same | —                                           | dokument o vývoji           | 29. července 2022  | 29 min |
| Tabulka byla aktualizována ke dni 30. července 2022.        |                                             |                             |                    |        |

### Epizodické
| High School Musical: The Musical: The Series: Sing-Along | Muzikál ze střední: Seriál: Zpívejte s námi           | muzikál           | 19. ledna 2020  | 1 řada; 10 dílů | 32—40 min |
| Disney Gallery: The Mandalorian                          | —                                                     | dokument o vývoji | 4. května 2020  | 2 řady; 10 dílů | 19—69 min |
| Into the Unknown: Making Frozen II                       | Jak vznikalo Ledové království 2                      | dokument o vývoji | 26. června 2020 | 1 řada; 6 dílů  | 31—45 min |
| Marvel Studios: Assembled                                | —                                                     | dokument o vývoji | 12. března 2021 | 1 řada; 10 dílů | 42—67 min |
| Disney Gallery: The Book of Boba Fett                    | Disney Gallery / Star Wars: Boba Fett: Zákon podsvětí | dokument o vývoji | 4. května 2022  | 1 řada; 1 díl   | 63 min    |
| Tabulka byla aktualizována ke dni 30. července 2022.     |                                                       |                   |                 |                 |           |

## Exkluzivní mezinárodní distribuce
| Club Mickey Mouse Malaysia                           | Klub Myšáka Mickeyho (malajská edice) | varieté            | 12. listopadu 2021 | 1 řada; 13 dílů | 24—26 min  |
| Snowdrop                                             | —                                     | romantická komedie | 18. prosince 2021  | 1 řada; 16 dílů | 74—100 min |
| Delicacies Destiny                                   | —                                     | romantická komedie | 7. dubna 2022      | 1 řada; 17 dílů | 27—51 min  |
| Tabulka byla aktualizována ke dni 30. července 2022. |                                       |                    |                    |                 |            |

## Připravované

### Fikce
| Originální název          | Český název | Žánr                      | Od                  | Do            | Řady            | Produkce       | Stav        |
| ------------------------- | ----------- | ------------------------- | ------------------- | ------------- | --------------- | -------------- | ----------- |
| Tajná invaze              | —           | superhrdinské akční drama | jaro 2023           | bude oznámeno | 1 řada; 6 dílu  | Marvel Studios | bude vydáno |
| Echo                      | —           | superhrdinské akční drama | léto 2023           | bude oznámeno | bude oznámeno   | Marvel Studios | bude vydáno |
| Ironheart                 | —           | superhrdinské akční drama | podzim 2023         | bude oznámeno | 1 řada; 6 dílu  | Marvel Studios | bude vydáno |
| Ahsoka                    | —           | space opera               | 2023                | bude oznámeno | bude oznámeno   | Lucasfilm      | bude vydáno |
| Agatha: House of Harkness | —           | superhrdinské akční drama | zima 2023 nebo 2024 | bude oznámeno | bude oznámeno   | Marvel Studios | bude vydáno |
| Daredevil: Born Again     | —           | superhrdinské drama       | jaro 2024           | bude oznámeno | 1 řada; 18 dílu | Marvel Studios | bude vydáno |
| Marvel Zombies            | —           | superhrdinský horor       | 2024                | bude oznámeno | bude oznámeno   | Marvel Studios | bude vydáno |
| Spider-Man: Freshman Year | —           | superhrdinské drama       | 2024                | bude oznámeno | bude oznámeno   | Marvel Studios | bude vydáno |
| Lando                     | —           | space opera               | bude oznámeno       | bude oznámeno | bude oznámeno   | Lucasfilm      | bude vydáno |
| The Acolyte               | —           | space opera               | bude oznámeno       | bude oznámeno | 1 řada; 8 dílů  | Lucasfilm      | bude vydáno |

### Non-fikce
| Originální název              | Český název | Žánr         | Od            | Do            | Řady          | Stav        |
| ----------------------------- | ----------- | ------------ | ------------- | ------------- | ------------- | ----------- |
| Earthkeepers (pracovní název) | —           | dokumentární | bude oznámeno | bude oznámeno | bude oznámeno | bude vydáno |
| Ink & Paint                   | —           | dokumentární | bude oznámeno | bude oznámeno | bude oznámeno | bude vydáno |
| People & Places               | —           | dokumentární | bude oznámeno | bude oznámeno | bude oznámeno | bude vydáno |
| (Re)Connect                   | —           | reality show | bude oznámeno | bude oznámeno | bude oznámeno | bude vydáno |